# 羅伯斯章克申 (亞利桑那州)
羅伯斯章克申（英語：Robles Junction）是位於美國亞利桑那州皮馬縣的一個非建制地區。該地的面積和人口皆未知。

## 地理
羅伯斯章克申的座標為32°04′38″N 111°18′42″W / 32.07722°N 111.31167°W，而該地的平均海拔高度為775米（即2543英尺）。